# 広電阿品駅
広電阿品駅（ひろでんあじなえき）は、広島県廿日市市阿品三丁目にある広島電鉄宮島線の駅である。駅番号はM37。

## 歴史
広電阿品駅は1978年（昭和53年）に田尻駅（たじりえき）の名で新規に開業した駅である。当駅の開業後、宮島線と並行する西日本旅客鉄道（JR西日本）山陽本線では1989年（平成元年）に阿品駅が開業している。2000年（平成12年）には当駅が広電西広島（己斐）駅寄りに70メートル移設され、その阿品駅と近隣のショッピングセンターを結ぶ歩道橋に接続。こうして阿品駅と結ばれ利便性が向上した当駅は翌年に広電阿品駅へ改称した。同じ日には、それまで阿品駅を称していた宮島線の隣駅が阿品東駅へと改称されている。
続いて2007年（平成19年）には駅が改修され、下りホームとその裏手にあったバス停が一体化した。電車とバスの乗り場を一体化させることで、交通機関どうしを同一平面で円滑に乗り換えられるようにするこの改修は、前年に同じ宮島線の廿日市市役所前（平良）駅で実施されていたもので、これにより当駅は新たに交通結節点として機能するようになった。

### 年表
- 1978年（昭和53年）8月1日：田尻駅として開業[2]。
- 2000年（平成12年）8月1日：広電西広島寄りに70メートル移設、駐輪場を設置[6]。
- 2001年（平成13年）11月1日：広電阿品駅に改称[10][11]。
- 2007年（平成19年）4月1日：駅を改修し、下りホームとバス停が一体となって、同一平面で乗換が可能となる[7][8][9]。あわせて駅に乗り入れるバス路線のダイヤ改正、運行経路変更を実施[12]。

## 駅構造

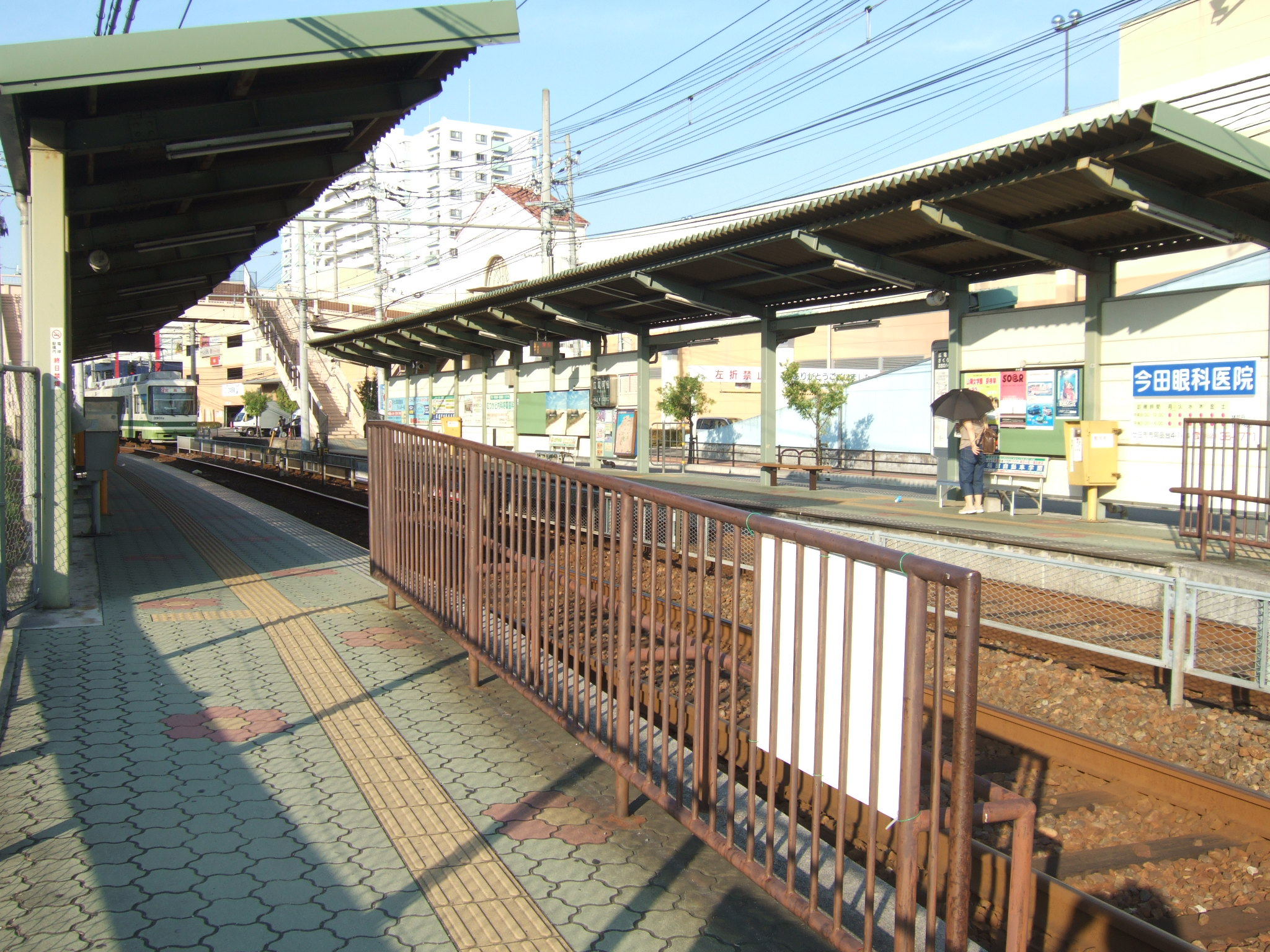
ホーム（奥に見える下りホームは壁が一部取り払われている）

広電阿品駅はホームが地面に接して置かれている地上駅である。ホームは2面あり、2本の線路を挟み込むように向かい合わせに配置される（相対式ホーム）。線路の東側に広電宮島口駅方面へ向かう下りホーム、西側に広電西広島（己斐）駅方面へ向かう上りホームがあって、両ホームは踏切と歩道橋によって結ばれている。駅の広電宮島口方には旧ホームの跡がある。
2007年に改修された下りホームは同一平面にバス停があり、電車の乗り場の反対側に路線バスが乗り付けることで両者の対面乗り換えが可能となっている。かつては下りホームとバス停の間が壁（駅の背板）によって隔たれていて、バスを待つには壁と道路の間の狭い空間しかなかったが、改修に際して壁の一部が取り払われ、ホームと一体化された。
フジグランナタリーの駐車場に車を止めて宮島に行く観光客の利用も多いが、普段は無人駅である。但し、正月三が日・ゴールデンウィーク・宮島花火大会開催時などには係員が配置され、運転士・車掌とともに集札業務を行う。

## 利用状況
「廿日市市統計書」または「移動等円滑化取組報告書（鉄道駅）」によると、近年の1日平均乗降人員は以下の通りである。
| 年度                | 1日平均 乗降人員 |
| ------------------- | ---------------- |
| 1994年（平成06年）  | 2,240            |
| 1995年（平成07年）  | 2,094            |
| 1996年（平成08年）  | 2,496            |
| 1997年（平成09年）  | 2,322            |
| 1998年（平成10年）  | 1,942            |
| 1999年（平成11年）  | 2,906            |
| 2000年（平成12年）  | 3,563            |
| 2001年（平成13年）  | 3,699            |
| 2002年（平成14年）  | 3,592            |
| 2003年（平成15年）  | 3,620            |
| 2004年（平成16年）  | 3,839            |
| 2005年（平成17年）  | 3,891            |
| 2006年（平成18年）  | 3,765            |
| 2007年（平成19年）  | 3,902            |
| 2008年（平成20年）  | 4,006            |
| 2009年（平成21年）  | 3,819            |
| 2010年（平成22年）  | 3,884            |
| 2011年（平成23年）  | 4,002            |
| 2012年（平成24年）  | 4,053            |
| 2013年（平成25年）  | 4,061            |
| 2014年（平成26年）  | 4,009            |
| 2015年（平成27年）  | 3,350            |
| 2016年（平成28年）  | 3,785            |
| 2017年（平成29年）  | 3,604            |
| 2018年（平成30年）  | 3,203            |
| 2019年（令和 元年） | 3,034            |
| 2020年（令和02年）  | 2,180            |
| 2021年（令和03年）  | 2,133            |
| 2022年（令和04年）  | 2,386            |

## 駅周辺
当駅が開業する前は宮島線の線路すぐそばまで海岸線が迫っていたが、駅が開業したころには海面の埋め立てが進行しており、当駅付近では海を臨めなくなっている。その埋立地には1974年（昭和49年）、遊園地「ヒロシマナタリー」が開園している。当駅やJR阿品駅の開業もあり周辺は活況を呈したが、ヒロシマナタリーは1996年（平成8年）に閉園、跡地には高層マンションやショッピングセンター「フジグランナタリー」が立地する。当駅とフジグランナタリー、阿品駅との間は歩道橋で連絡しているが、阿品駅まではやや距離がある。
駅南の陸橋を渡った西側には阿品台ニュータウンとして広大な住宅街が広がる。阿品台の住宅販売が開始されたのは、当駅開業と同じ1978年のことである。

## 路線バス
- 広電バス[15]

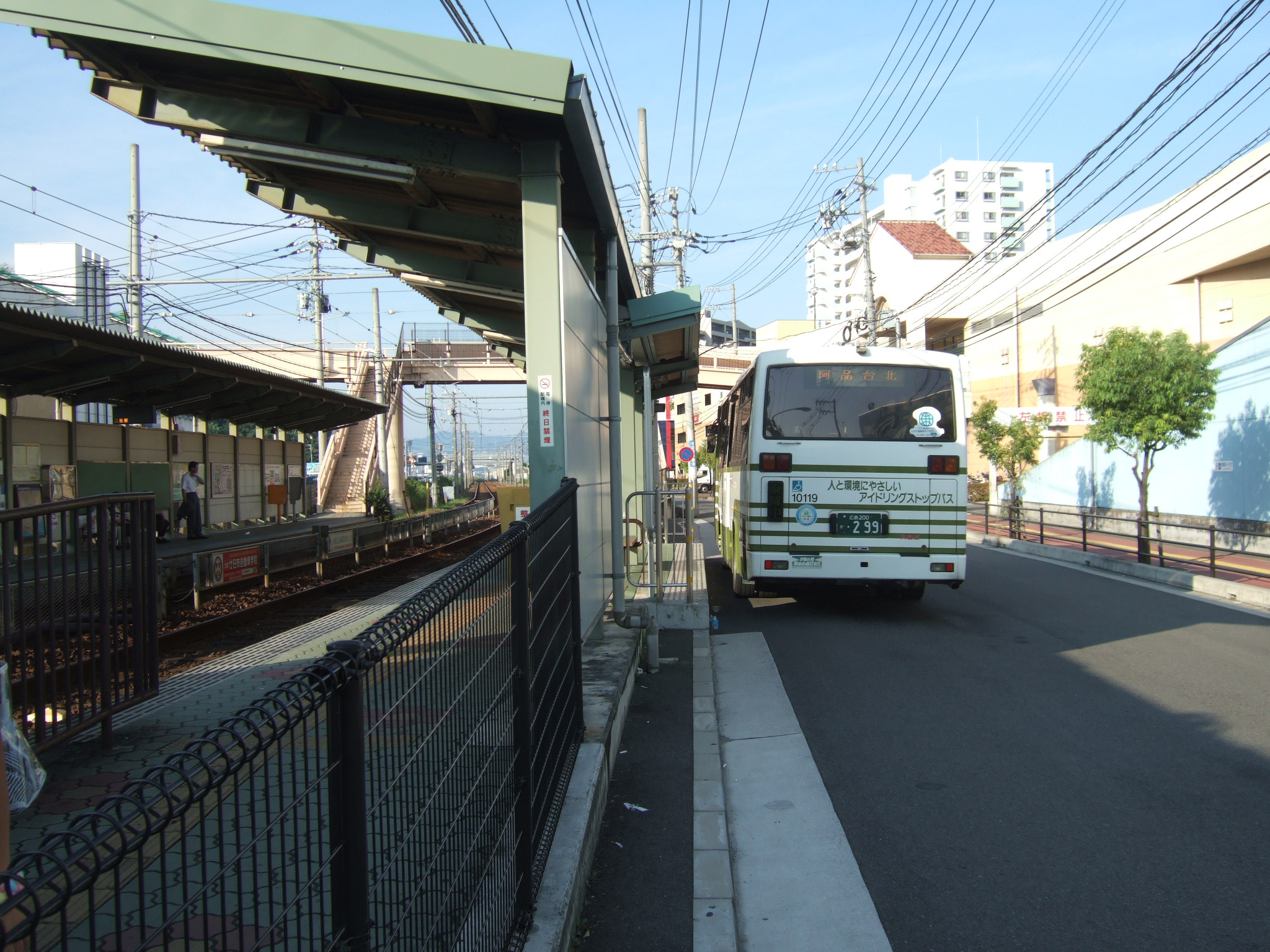
下りホームに併設されたバス停

  - 路線番号15-6 廿日市西高校前経由 阿品台北行
  - 路線番号15-7 廿日市西高校前経由 日赤看護大学行
  - 路線番号16-6 阿品台西経由 阿品台北行
  - 路線番号16-7 阿品台西・日赤看護大学経由 阿品台北行

- 廿日市さくらバス[16] 阿品台ルート
  - JR阿品駅行
  - (廿日市西高校前→阿品台四丁目→阿品台一丁目経由) 阿品台北行
  - (廿日市西高校前→阿品台四丁目→阿品台一丁目→日赤看護大学→四季が丘→陽光台→JA広島総合病院経由)廿日市市役所前駅行・四季が丘一丁目止まりあり
  - (宮島街道・JA広島総合病院経由) 廿日市市役所前駅行

- おおのハートバス[17] 横断ルート 東ルート 沿岸ルート
  - 玖波駅行

## 隣の駅
広島電鉄
■宮島線
阿品東駅 (M36) - 広電阿品駅 (M37) - （臨）宮島ボートレース場駅 - 広電宮島口駅 (M38)